# 한국바둑고등학교
한국바둑고등학교(韓國바둑高等學校)는 대한민국 전라남도 순천시 주암면 구산리에 있는 공립 고등학교이다.

## 학교 연혁
- 1972년 3월 9일 : 주암종합고등학교로 개교
- 1973년 3월 1일 : 주암고등학교로 개편
- 1991년 3월 1일 : 주암종합고등학교로 개편(기계과, 보통과)
- 2010년 9월 1일 : 특성화고 자율학교 지정·운영(~2021. 02. 28.)
- 2013년 3월 1일 : 한국바둑고등학교로 교명 변경, 학과개편(바둑과)
- 2019년 3월 1일 : 특수목적고등학교 지정·운영
- 2021년 9월 1일 : 제5대 김길곤 교장 부임
- 2023년 1월 5일 : 제8회 졸업식(바둑과 24명)
- 2023년 3월 2일 : 2023학년도 신입생 입학(2학급 23명)

## 설치 학과
- 바둑과

## 참고 자료
- 한국바둑고등학교 - 한국교육학술정보원 학교알리미